# Lily Reimöller
Lily Reimöller (* 6. Mai 2005 in Gelsenkirchen) ist eine ehemalige deutsche Fußballspielerin, die für die SGS Essen in der Frauen-Bundesliga spielte.

## Karriere

### Verein
Die Mittelfeldspielerin spielte in der Jugend bei folgenden Vereinen: DSC Wanne-Eickel, TSV Grünberg, TSG Wieseck und 2020/21 in der U17 des SC Freiburg. Seit der Saison 2021/22 spielte sie bei der SGS Essen, wo sie in der ersten Damenmannschaft unter Vertrag stand. Dieser Vertrag galt noch bis zum Ende der Saison 2023/24. Danach beendete sie ihre Karriere wegen einer zweiten schweren Knieverletzung.

### Nationalmannschaft
Lily Reimöller absolvierte vier Spiele für das DFB U14 Perspektivteam, neun Spiele für die deutsche U15-Nationalmannschaft und zwölf Spiele für die deutsche U17-Nationalmannschaft. Reimöller nahm 2022 mit der deutschen U17 an der Europameisterschaft in Bosnien und Herzegowina teil. Sie wurde in vier Partien eingesetzt, darunter auch im Finale, das im Elfmeterschießen gegen Spanien gewonnen wurde.

### Regionalauswahlen
Lily Reimöller spielte insgesamt bei acht Spielen der U14 Hessenauswahl mit.

## Erfolge
- U17-Europameisterin 2022